# Jan Yager
Jan Yager (Detroit, 9 de octubre de 1951 - Filadelfia, 14 de agosto de 2024) fue una artista estadounidense residente en Filadelfia. En sus obras, combina joyería, elementos naturales como hojas o ramas y reciclado de viales u otros objetos enfatizando que el arte es el reflejo del tiempo y el espacio.

## Trayectoria artística
Se graduó en 1974 en la Western Michigan University especializándose en joyería con un máster en metalurgia en la Escuela de Diseño de Rhode Island. En 1983 abrió un taller en Filadelfia, que cerró en 2015 tras un pequeño incendio.
Cuenta con colecciones permanentes en el Museo de Arte de Filadelfia, el Museo Smithsoniano de Arte Americano, el Museo de Bellas Artes de Boston, los Museos Nacionales de Escocia y el Museo de Victoria y Alberto de Londres.